# Mitre (tradition byzantine)
Pour les articles homonymes, voir Mitre (homonymie).

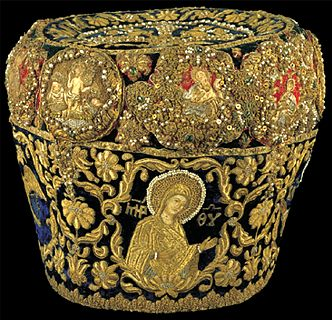
Mitre grecque de 1715 au musée Benaki à Athènes

La mitre de tradition byzantine (du grec : μίτϱά) diffère de la mitre de tradition latine (qui apparaît selon sa forme actuelle au Xe siècle) par sa forme arrondie presque hémisphérique. Les évêques aussi bien latins qu'orientaux portent d'abord (après l'ère constantinienne) un kamilavkion, appelé camelacium chez les Latins, qui est blanc pour le pape, et devient noir dans le clergé byzantin par la suite. La mitre mélange au début le kamilavkion et la tiare byzantine, portée à la cour de Constantinople, et finit par prendre une forme de plus en plus originale. Elle évolue d'une forme conique à une forme arrondie.

## Usage
La mitre est portée par les évêques, les archimandrites, et certains prêtres qui en ont le droit, les mitrophores.
La mitre en forme de couronne symbolise la couronne d'épines que le Christ a ceint avant sa Crucifixion, alors que la mitre latine symbolise les langues de feu reçues le jour de la Pentecôte.
Elle n'est portée que pour les offices liturgiques.

## Description

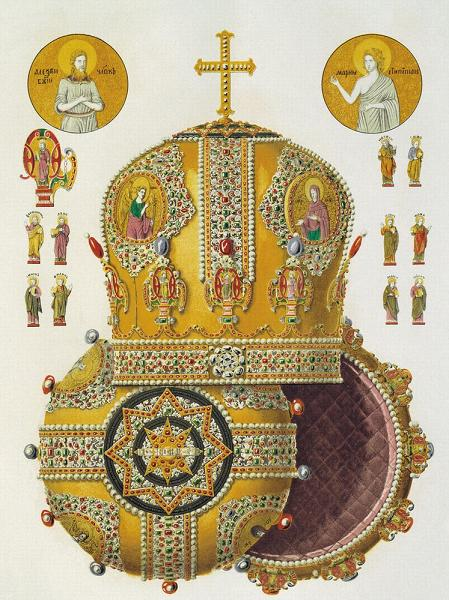
Mitre en forme de couronne du patriarche Nikon à la fin du XVIIe siècle

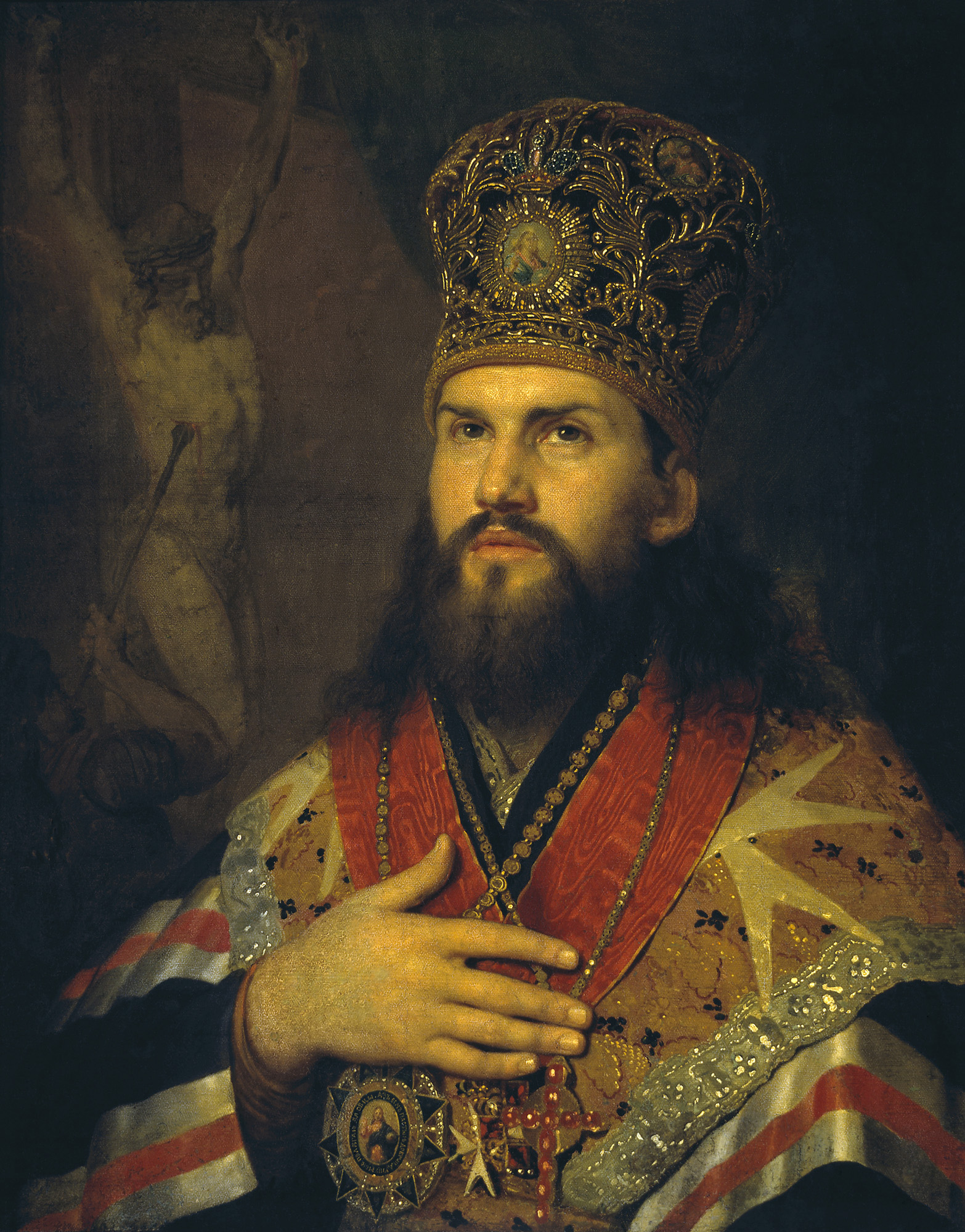
Portrait du métropolite Michel de Saint-Pétersbourg (1818-1821), Galerie Tretiakov

La mitre est de forme arrondie, fermée, sans bord, et s'élève en hémisphère. Elle est parfois décorée de côté de petites icônes du Christ, de la Vierge, ou de saints, en premier lieu saint Jean-Baptiste et en haut d'une icône de la Trinité, ou de séraphins, mais il existe des mitres d'archimandrites sans icônes.
En Russie, avant la réforme de Nikon au XVIIe siècle, il existait des mitres fourrées ou bordées de fourrure que l'on observe encore chez les vieux-croyants (voir le métropolite Corneille de Moscou). L'usage russe aujourd'hui remplace la représentation de la Trinité au-dessus par une petite croix. Certaines Églises locales réservent cet usage seulement à leur chef. Par exemple, Le chef de la mission russe de Jérusalem, qui est archimandrite, a le droit de porter une mitre avec une croix.
Ne peuvent devenir évêques dans les Églises de tradition byzantine, que les moines; et eux seuls, ainsi que certains moines portent la mitre, pourtant dans l'Église orthodoxe russe un précédent intervient en 1786 lorsque la Grande Catherine, décide de donner le droit de la porter à un prêtre (c'est-à-dire un membre du clergé blanc, ou clergé séculier marié, par opposition au clergé noir, clergé régulier). L'Église russe à l'époque est gouvernée par un Saint-Synode et n'est plus indépendante du pouvoir temporel, comme elle l'est redevenue par la suite. Ce prêtre, le protoprêtre Iohann Pamphilov, est à l'époque son chapelain personnel.
Depuis 1987, seuls les archevêques, les métropolites et le patriarche ont le droit dans l'Église orthodoxe russe de porter une mitre avec une croix. Chez les coptes et les Arméniens ce droit est aussi dévolu aux hypodiacres.

## Historique de la mitre en forme de couronne

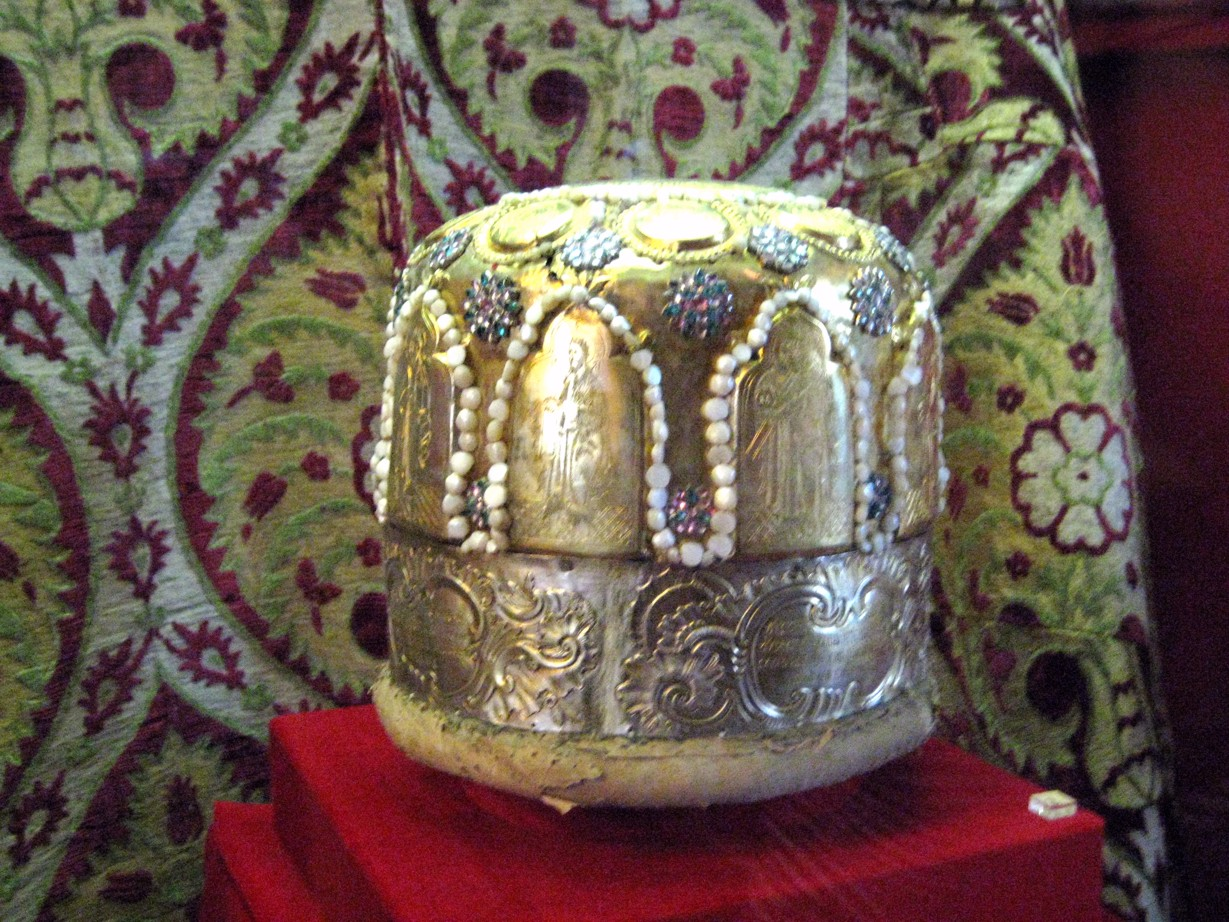
Mitre au musée historique de Moscou

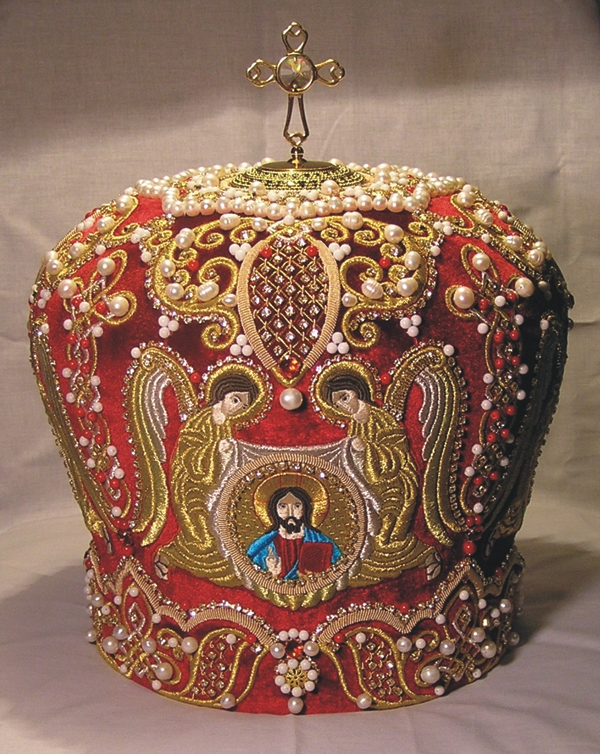
Mitre moderne de métropolite

La mitre est d'abord un kamilavkion de tissu mou, puis rigide, décoré de pierres précieuses et d'icônes, puis la forme de ce couvre-chef évolue. Au XVe siècle en Russie, il est souvent doublé de fourrure, mais la majorité des archevêques et évêques ne portent que le klobouk.
Depuis le XVIIIe siècle, la mitre en forme de couronne est commune aux Églises orthodoxes. Elle est légèrement crénelée de douze pierres précieuses symbolisant les douze apôtres. Elle est inspirée de la tiare pontificale attestée à Rome à partir du IVe siècle. Saint Cyrille d'Alexandrie, qui est présenté au pape Célestin Ier au IIIe Concile de 431, à Éphèse, porte cette tiare, en tant que patriarche. Aussi les patriarches d'Alexandrie sont les seuls à la porter en plus du pape, jusqu'à ce qu'au XIIe siècle, les patriarches de Constantinople l'obtiennent aussi.
Finalement des patriarches, l'usage se répand aux évêques et archevêques, tandis que dans l'Église latine la mitre en forme de couronne disparaît au profit d'une mitre en hauteur et la mitre en forme de couronne n'est réservée qu'au pape et devient la tiare pontificale (à trois couronnes), jusqu'à disparaître au XXe siècle. Elle est toutefois en usage chez les catholiques de rites orientaux.

## Mitre des Églises préchalcédoniennes

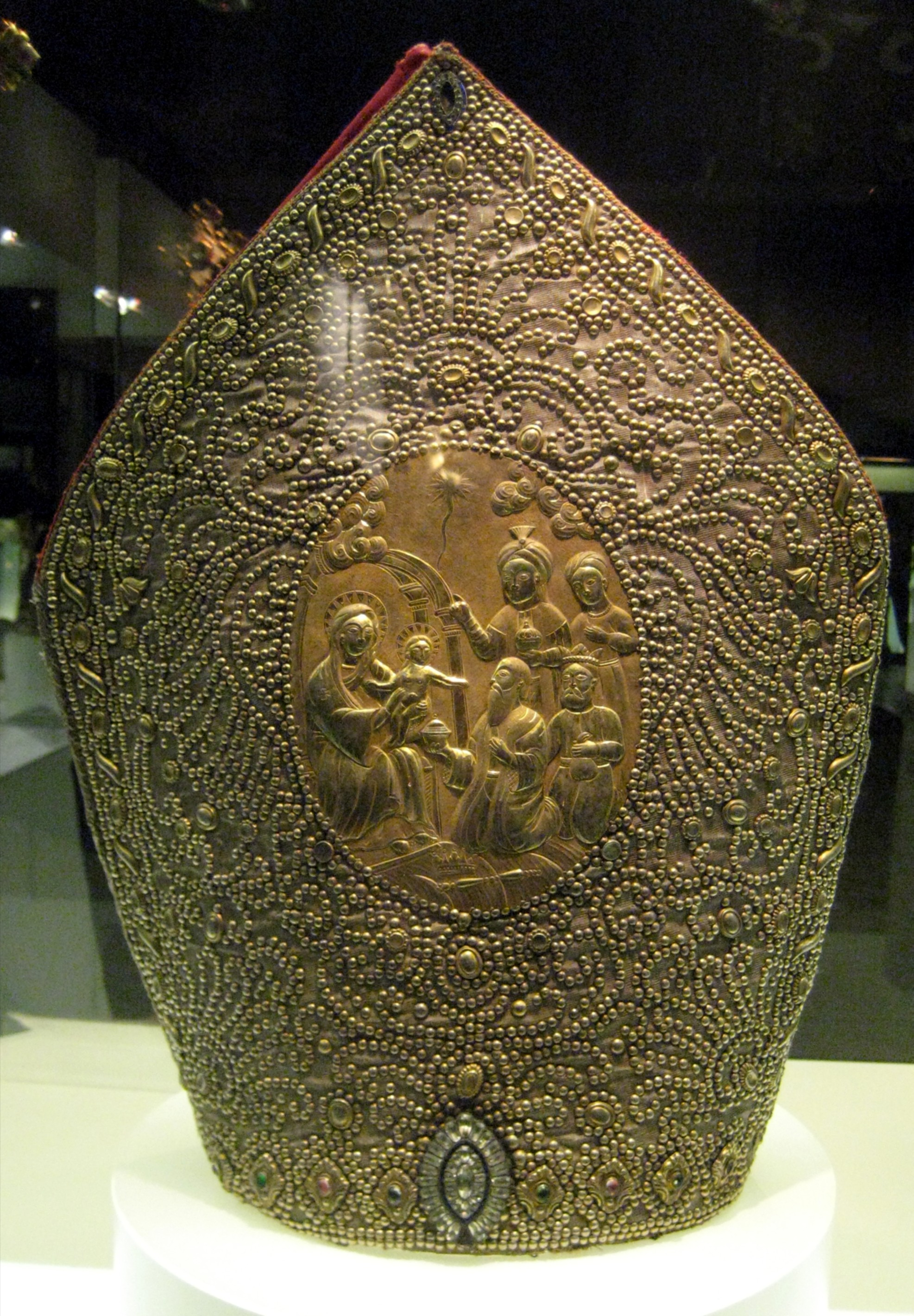
Mitre d'évêque arménien du XVIIIe siècle
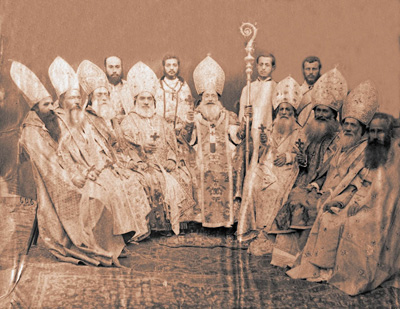
Le patriarche arménien de Jérusalem entouré d'évêques arméniens en 1880
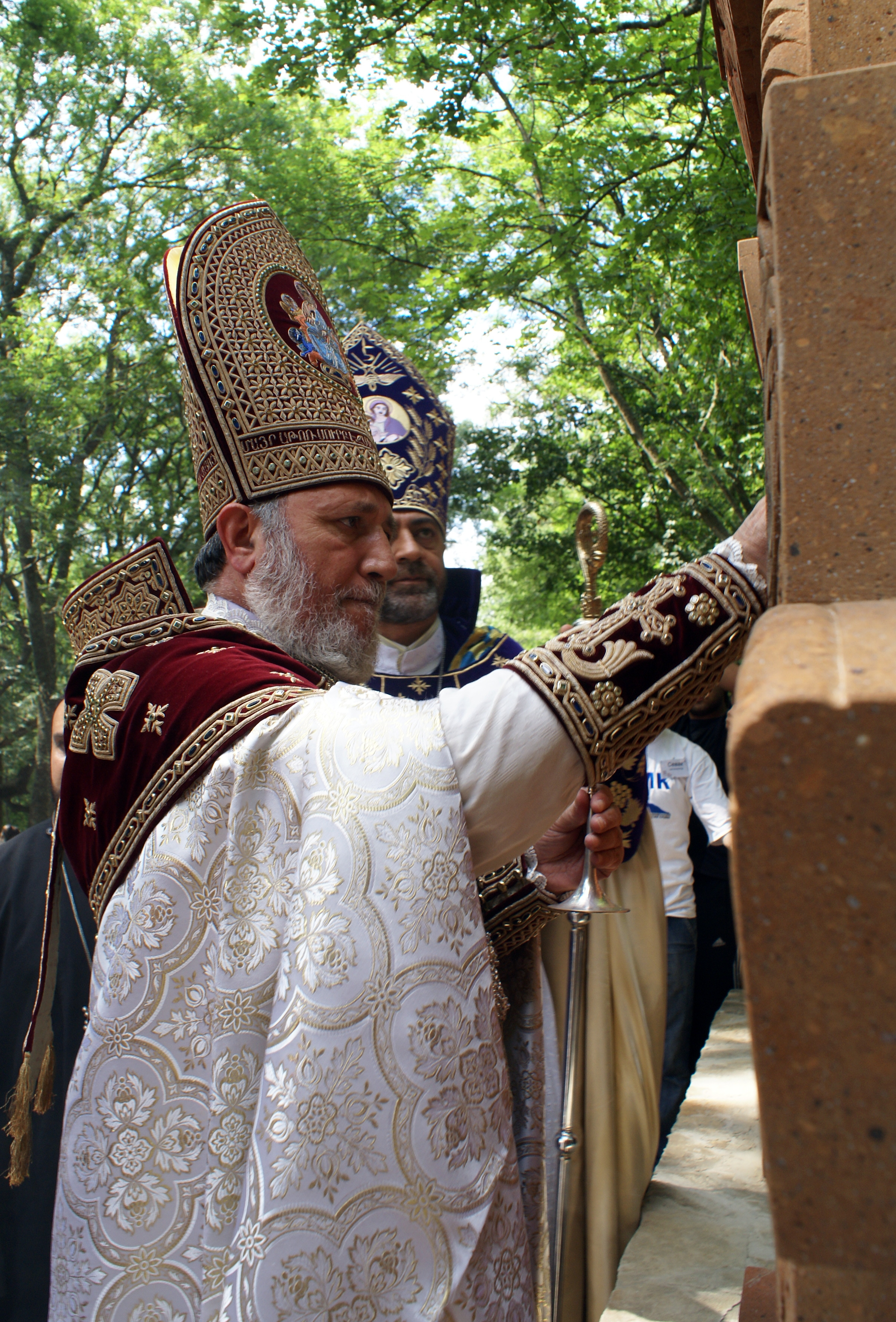
Le catholicos Karékine II en 2008
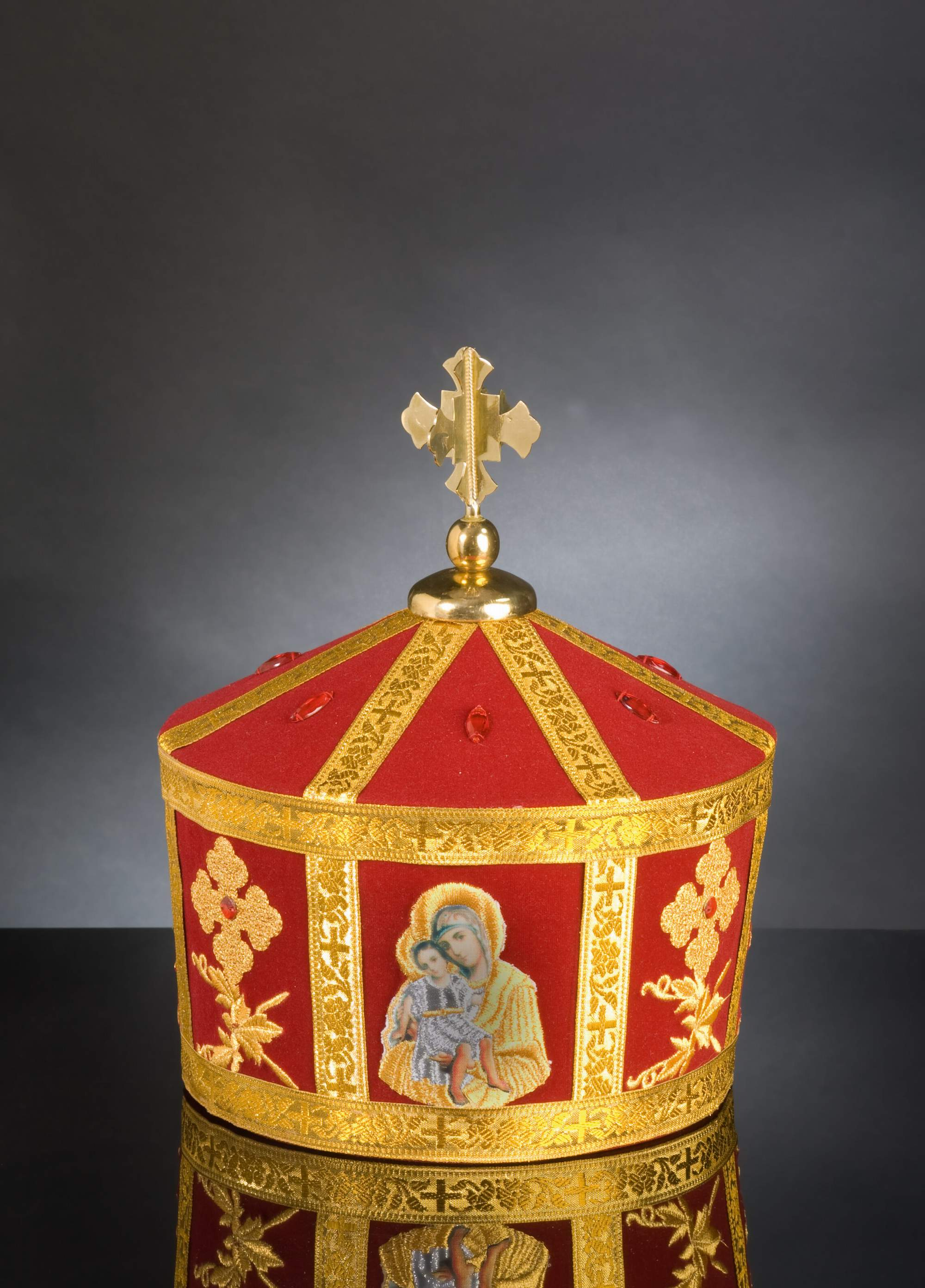
Mitre de protoprêtre arménien

- Dans l'Église apostolique arménienne la mitre est portée aussi bien par les prêtres que par les archimandrites. Elle est analogue aussi bien par l'usage que par la forme à celles des Églises grecques, mais de forme beaucoup plus simple. Elle est surmontée d'une croix et présente devant une image du Bon-Pasteur, du Christ pantocrator, ou de la Vierge à l'Enfant. Les évêques et le catholicos portent en revanche un mitre analogue par la forme à celle de l'Église latine.
- Dans l'Église grecque-catholique melkite, la mitre est identique à celle des Églises grecques
- Dans l'Église copte, la mitre est identique à celle des Églises grecques.
- Dans l'Église éthiopienne, la mitre est identique à celle des Églises grecques.

## Illustrations

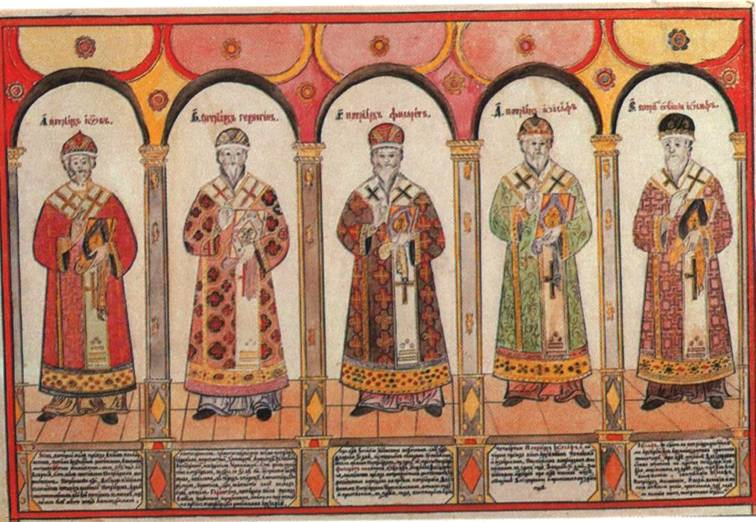
Les cinq premiers patriarches russes
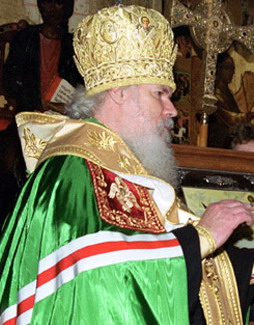
Patriarche Alexis II de Moscou
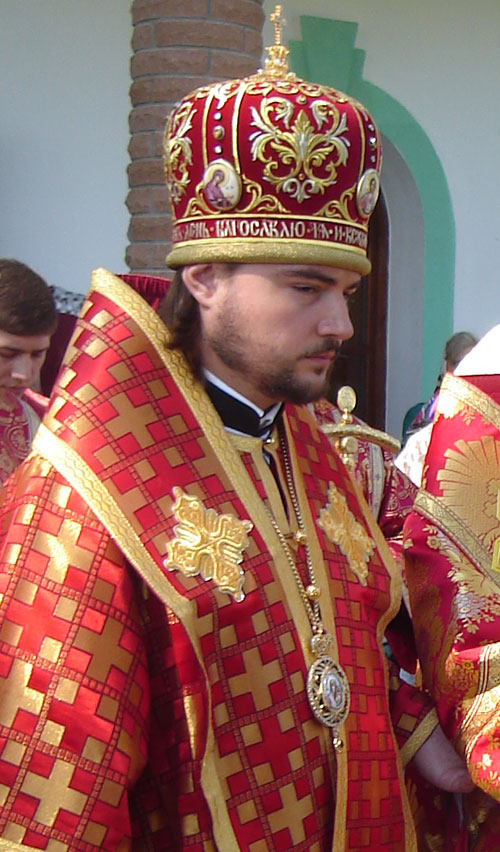
Archevêque orthodoxe ukrainien

## Source
- (ru) Cet article est partiellement ou en totalité issu de l’article de Wikipédia en russe intitulé « Митра (головной убор) » (voir la liste des auteurs).